# Martín Alonso Ramírez
Martín Alonso Ramírez Ramírez, apodado «el negro» (8 de noviembre de 1960, Bogotá, Colombia) es un ciclista de ruta de origen colombiano que compitió en las décadas de 1980 y 1990, profesional entre 1984 y 1990.
Su triunfos más notable a nivel profesional los obtuvo en Europa, donde se le conoce por su victoria en la Dauphiné Libéré en 1984, en la cual se impuso sobre Bernard Hinault y del Tour de l'Avenir de 1985 del cual fue el segundo colombiano en obtener el triunfo después que Alfonso Flórez lo alcanzara en 1980.

## Palmarés
1980
- Vuelta de la Juventud de Colombia,[3] más 1 etapa[4]

1982
- 1 etapa en la Vuelta a Colombia.[5]

1983
- 1 etapa del Clásico RCN

1984
- Dauphiné Libéré
- 1 etapa del Clásico RCN[6]

1985
- Tour de l'Avenir, más 1 etapa

1988
- 2.º en el Campeonato de Colombia en Ruta

1990
- 1 etapa del Clásico RCN[7]

## Resultados en Grandes Vueltas y Campeonatos del Mundo
| Carrera         | 1983 | 1984 | 1985 | 1986 | 1987 | 1988 | 1989 | 1990 |
| Tour de Francia | -    | Ab.  | -    | 42.º | 13.º | Ab.  | Ab.  | -    |
| Giro de Italia  | -    | -    | -    | Ab.  | -    | -    | -    | -    |
| Vuelta a España | -    | -    | 23.º | -    | 18.º | 16.º | 12.º | 45.º |
| Mundial en Ruta | -    | -    | 38º  | -    | -    | -    | -    | -    |

-: no participa 

Ab.: abandono

## Equipos[9]
- Aficionados:
  - 1984:  Leche La Gran Vía (Clásico RCN[6] y la Vuelta a Colombia.[10]) y  Colombia - Pilas Varta (Dauphiné Libéré)
- Profesionales:
  - 1984:  Système U
  - 1985:  Pilas Varta - Café de Colombia - Mavic
  - 1986:  Fagor
  - 1987:  Pilas Varta - Café de Colombia
  - 1988:  Café de Colombia
  - 1989:  Café de Colombia - Mavic
  - 1990:  Pony Malta - Avianca